# إدغار إسترادا
إدغار إسترادا (بالإسبانية: Edgar Estrada)‏ (16 نوفمبر 1967 بغواتيمالا في غواتيمالا - ) هو لاعب كرة قدم غواتيمالي في مركز حراسة المرمى. شارك مع منتخب غواتيمالا لكرة القدم. أما مع النوادي، فقد لعب مع نادي كوميونيكيشنس وميونيسيبال وC.D. Suchitepéquez ‏ وDeportivo Petapa ‏ ونادي أورورا.

## وصلات خارجية
- إدغار إسترادا على موقع الاتحاد الدولي (مؤرشف)  (الإنجليزية)
- إدغار إسترادا على موقع قاعدة بيانات كرة القدم.إي يو (الإنجليزية)
- إدغار إسترادا على موقع ناشيونال فوتبول تيمز (الإنجليزية)